# Лепомир Ивковић
Лепомир Ивковић (Београд, 18. фебруар 1959) српски је позоришни, телевизијски и филмски глумац.

## Биографија
Лепомир Ивковић је рођен у Београду 18. фебруара 1959. године. Глуму је дипломирао на Факултету драмских уметности у Београду, у класи професора Миленка Маричића. Стални је члан Народног позоришта од 1. септембра 1985. године. Поред улога у позоришту остварио је запажене улоге и у телевизијским серијама, тумачећи епизодне улоге, од којих су најпознатије у Полицајац са Петловог брда, Срећни људи, Будва на пјену од мора.
2017. године је активно учествовао у политичкој кампањи Српске напредне странке.

## Награде и признања
Добитник је следећих награда и признања:
- Награда за сценски говор у представи Лазар, велики кнез, 1990. године у Ужицу.
- Награда за улогу у представи Лари Томпсон – трагедија једне младости коју је одиграо у Звездара театру.
- Јавне похвале Народног позоришта за представе Потера за златом и Солунци говоре.

## Филмографија
| Год.       | Назив                                  | Улога                           |
| ---------- | -------------------------------------- | ------------------------------- |
| 1970.-те   |                                        |                                 |
| 1975.      | Синови                                 | Соко                            |
| 1980.-те   |                                        |                                 |
| 1980.      | Београдска разгледница 1920            | Ненад Бајкић                    |
| 1980.      | Телеграм                               |                                 |
| 1981.      | Берлин капут                           | Митар                           |
| 1981.      | Седам секретара СКОЈ-а                 | Јосип Дебељак                   |
| 1982.      | Гости у Гостиљу                        |                                 |
| 1982.      | Руски Уметнички експеримент            |                                 |
| 1983.      | Хало такси                             | Ђакон                           |
| 1983.      | Игмански марш                          | Комесар                         |
| 1983.      | Последња авантура                      | Бане                            |
| 1984.      | Пејзажи у магли                        |                                 |
| 1984.      | Не тако давно                          |                                 |
| 1984.      | Нема проблема                          | Штрајкач                        |
| 1987.      | Waitapu                                | Кондуктер                       |
| 1987.      | Вук Караџић (ТВ серија)                | Тешан Подруговић                |
| 1988.      | Портрет Илије Певца                    | Ђорђе Белегишки                 |
| 1990.-те   |                                        |                                 |
| 1990.      | Колубарска битка                       |                                 |
| 1990.      | Солунци говоре                         |                                 |
| 1991.      | Апис                                   |                                 |
| 1991.      | Смрт госпође министарке                | Милош Обилић                    |
| 1991.      | Кућа за рушење                         | Милиционер                      |
| 1992.      | Дезертер                               |                                 |
| 1992.      | Булевар револуције                     | Лаки                            |
| 1992.      | Жеља звана трамвај                     | Црногорац                       |
| 1993—1994. | Полицајац са Петловог брда (ТВ серија) | Лаки                            |
| 1994.      | Голи живот                             | Војни полицајац                 |
| 1995.      | Свадбени марш                          | Капетан Љуба Милић              |
| 1995.      | Крај династије Обреновић               | Михаило Ристић „Уча” „Џервинац” |
| 1996.      | Срећни људи                            | Гаги, Зазин дечко               |
| 2000.-те   |                                        |                                 |
| 2000.      | Стари врускавац                        |                                 |
| 2003.      | Професионалац                          | Високи ловац                    |
| 2005.      | Идеалне везе                           | Казимировичкин син              |
| 2006.      | Љубав, навика, паника                  | господин                        |
| 2006.      | Синовци                                |                                 |
| 2006.      | Реконвалесценти                        | Пуковник                        |
| 2006.      | Затамњење                              | Ференц                          |
| 2009.      | Заувек млад (ТВ серија)                | Бранковић                       |
| 2007—2009. | Сељаци (ТВ серија)                     | Фића                            |
| 2009.      | Banlieue 13 - Ultimatum                |                                 |
| 2008—2009. | Горки плодови                          | Јовић                           |
| 2010.-те   |                                        |                                 |
| 2011.      | Село гори, а баба се чешља (ТВ серија) | Судија                          |
| 2012.      | Будва на пјену од мора                 | Адвокат Симеон Таталовић        |
| 2020.-те   |                                        |                                 |
| 2021.      | Бићемо богати                          | Полицајац Лепи                  |
| 2024.      | Игра судбине                           | Тајо, Сељановићев отац          |